# 堂宇
堂宇（どうう）は、四方に張り出した屋根（軒）をもつ建物。

## 種類
仏堂
仏教寺院の堂宇。金堂、本堂、講堂、法堂など。
灌頂堂
密教の灌頂の儀式を執り行うための堂宇。
護摩堂
護摩供の儀式を執り行うための堂宇。
栄螺堂
札所巡礼を模して堂内に螺旋状の通路を設けた堂宇。
持仏堂
念持仏を堂内に安置した個人の堂宇。
鎮守堂
神仏習合により堂内に明神や権現を祀る堂宇。鎮守神を参照。
辻堂
村落の辻などに建てられた地蔵や観音、薬師などを本尊とする民間信仰の堂宇。